# Subway Surfers
Subway Surfers – komputerowa gra platformowa typu free-to-play udostępniona 24 maja 2012. Za grę odpowiedzialne są dwa studia: Kiloo i SYBO Games. Gracz steruje graficiarzem, który ucieka przed ochroniarzem i jego psem. Kontrolowana postać porusza się po jednym z trzech torów i unika przeszkód, takich jak zapory czy pociągi. Subway Surfers jest tzw. endless runnerem, co oznacza, że rozgrywka trwa tak długo, aż gracz popełni błąd. Podczas biegania można zbierać pieniądze i wymienić je później na bonusowe przedmioty.
Średnia ocen na agregatorze Metacritic wynosi 71 na 100 z ośmiu recenzji. Serwis App Annie opublikował raport, w którym podano, że Subway Surfers jest najczęściej pobieraną grą na Androida.